# Joseph Sébastien Mayer
Pour les articles homonymes, voir Mayer.
Joseph Sébastien Mayer, né le 28 février 1763 à Montpellier ( Hérault), mort le 15 février 1834 à Amboise (Indre-et-Loire), est un général français de la Révolution et de l’Empire.

## États de service
Il entre en service le 1er mars 1766 comme soldat au régiment de Poitou infanterie (il est né dans ce régiment), il rejoint la légion de l’île de France dans les colonies le 2 septembre 1769. En 1773, il passe dans les troupes du port de Lorient et il est nommé caporal en 1774 et sergent la même année. Le 2 mai 1778, il devient porte-drapeau de cette unité.
Le 26 août 1781, il devient sous-lieutenant au 1er bataillon auxiliaire des colonies et il est choisi pour être aide de camp du général Canclaux le 31 janvier 1792. Il est promu adjudant-général chef de bataillon provisoire le 1er mai 1793, nomination approuvée le 25 octobre suivant.
Il est nommé adjudant-général chef de brigade le 13 juin 1795, à l’armée de l’Ouest et le 22 septembre 1796, il sert dans la 13e division militaire, avant de retourner à l’armée de l’ouest le 16 août 1799. Le 13 avril 1802, il rejoint la 13e division militaire et de 1804 à 1813, il commande la place de Brest. Il est fait chevalier de la Légion d’honneur le 5 février 1804 et officier de l’ordre le 14 juin suivant.
Il est promu général de brigade le 8 janvier 1813, et l’Empereur l’envoie en Hollande commander les forts du Helder, où il subit un blocus de six mois.
De retour en France le 4 mai 1814, il est nommé chef d’état-major de la 13e division militaire, et le 14 novembre 1814 il est fait chevalier de Saint-Louis.
Le 10 mai 1815, pendant les Cent-Jours, il commande le département d’Ille-et-Vilaine et il est admis à la retraite le 1er août 1815.
Il meurt le 15 février 1834, à Amboise.

## Sources
- (en) « Generals Who Served in the French Army during the Period 1789 - 1814: Eberle to Exelmans »
- Thierry Pouliquen, « Les généraux français et étrangers ayant servis [sic] dans la Grande Armée » (consulté le 5 juin 2014)
- « Cote LH/1808/25 », base Léonore, ministère français de la Culture
- Docteur Robinet, Jean-François Eugène et J. Le Chapelain, Dictionnaire historique et biographique de la révolution et de l'empire, 1789-1815, volume 2, Librairie Historique de la révolution et de l’empire, 886 p. (lire en ligne), p. 546
- Antoine Jay, Etienne de Jouy et Jacques Marquet de Norvins, Biographie nouvelle des contemporains ou dictionnaire historique et raisonné de tous les hommes qui, depuis la Révolution française ont acquis de la célébrité par leurs actions…, tome 13, Paris, librairie historique, janvier 1824, 504 p. (lire en ligne), p. 146.
- (pl) « Napoléon.org.pl »